# Igreja de São Nicolau de Canaveses
A Igreja de São Nicolau de Canaveses, ou apenas Igreja de São Nicolau, é uma igreja românica situada em São Nicolau, freguesia de Marco, no município de Marco de Canaveses, em Portugal.
A sua fundação data do século XIII. No início do século XVI, o interior foi enriquecido com várias pinturas a fresco, entre as quais se destaca a figura de São Nicolau. Durante o período barroco, o interior sofreu alterações profundas e foram instalados retábulos que ocultaram os frescos.
Situa-se na margem esquerda do rio Tâmega, oposta à Igreja de Santa Maria de Sobretâmega, com a qual faz um conjunto classificado em 1971 como imóvel de interesse público. Atualmente integra a Rota do Românico.